# Ctenomys bergi
El tuco-tuco cordobés o tuco-tuco de Berg (Ctenomys bergi) es una especie de roedor del género Ctenomys de la familia Ctenomyidae. Habita en el centro del Cono Sur de Sudamérica.

## Taxonomía
Esta especie fue descrita originalmente en el año 1902 por el zoólogo británico Oldfield Thomas.
Localidad tipo
La localidad tipo referida es: “Cruz del Eje (30°44′S 64°48′W), Córdoba, Argentina”.
Etimología
El término específico es un epónimo que refiere al apellido de la persona a quien fue dedicada, el zoólogo alemán del Báltico radicado en la Argentina Carlos Berg.
Caracterización y relaciones filogenéticas
En el año 1961 Cabrera la sinonimizó con Ctenomys mendocinus. sin embargo, posteriormente otros autores la elevaron nuevamente a especie plena. 

## Distribución geográfica y hábitat
Este roedor es un endémico del noroeste de la provincia de Córdoba, centro de la Argentina. Habita en ambientes arenosos de baja altitud.